# 鷹司院帥
鷹司院帥（たかつかさいんのそち、生没年不詳）は、鎌倉時代の女流歌人。藤原北家高藤流右大弁藤原光俊（葉室光俊・法号真観）の娘。共に勅撰歌人である大僧都定円、尚侍家中納言（藤原親子）は兄弟姉妹。

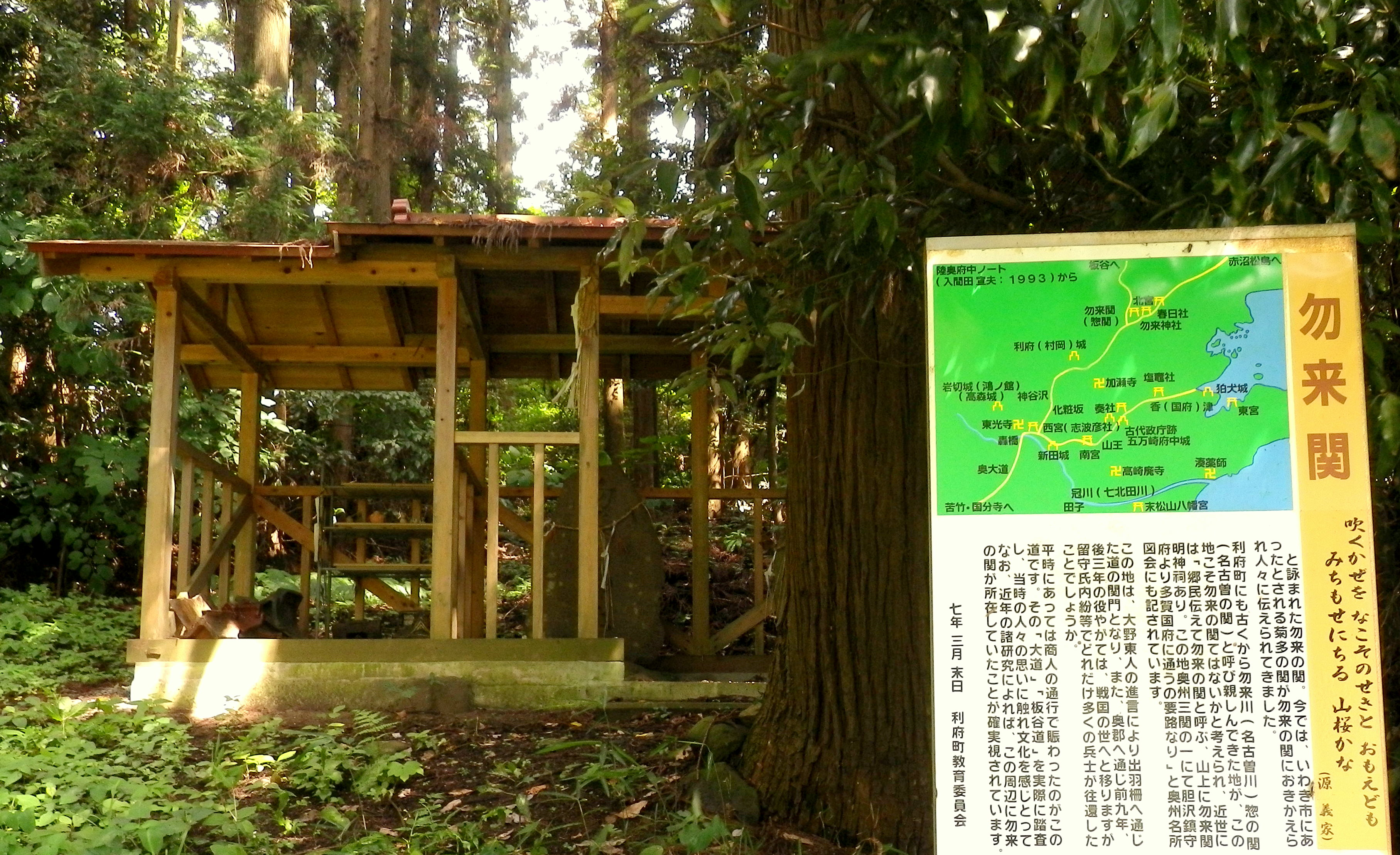
宮城県利府町の名古曽にある「勿来神社」の碑および鞘堂

## 経歴
後堀河天皇の中宮鷹司院近衛長子に出仕、父光俊や正三位知家（藤原知家）らと共に、御子左派への対抗勢力を形成。『続後撰和歌集』以降の勅撰集、歌合等に作品を残している。

## 逸話
- 古来著名な歌枕である勿来関は、現代に至るまで正確な所在地は不明とされているが、平安鎌倉期においても「遠くて、よくわからないところ」の象徴とされていた。

- 知家をはじめとする六条藤家と父光俊らが中心となって催行し、「反御子左派の旗あげ」[1]とも言われる『春日若宮社歌合』に参加し、勝2持1の評価を得た。

判者藤原知家は「ことにをかしくて雪のふかさもまさりてや侍らん」と評している。
- 一方、同じく「反御子左色が濃厚」[2]とされる『九月十三夜百首歌合』では、

恋歌でもないのに、不吉な煙のたなびくイメージを想起させる点が批判され、負と判定されている。

## 作品
勅撰集
| 歌集名         | 作者名表記 | 歌数 | 歌集名         | 作者名表記 | 歌数 | 歌集名         | 作者名表記 | 歌数 |
| -------------- | ---------- | ---- | -------------- | ---------- | ---- | -------------- | ---------- | ---- |
| 続後撰和歌集   | 鷹司院帥   | 1    | 続古今和歌集   | 鷹司院帥   | 4    | 続拾遺和歌集   | 鷹司院帥   | 3    |
| 新後撰和歌集   | 鷹司院帥   | 4    | 玉葉和歌集     |            |      | 続千載和歌集   |            |      |
| 続後拾遺和歌集 | 鷹司院帥   | 2    | 風雅和歌集     |            |      | 新千載和歌集   | 鷹司院帥   | 1    |
| 新拾遺和歌集   | 鷹司院帥   | 3    | 新後拾遺和歌集 | 鷹司院帥   | 1    | 新続古今和歌集 | 鷹司院帥   | 2    |

定数歌・歌合
| 名称                 | 時期                  | 作者名表記  | 備考                    |
| -------------------- | --------------------- | ----------- | ----------------------- |
| 春日若宮社歌合       | 1246年（寛元4年）12月 | 鷹司院帥    | 藤原経定と番い勝2持1    |
| 宝治百首             | 1248年（宝治2年）     | 鷹司院帥 帥 |                         |
| 九月十三夜影供歌合   | 1251年（建長3年）     | 鷹司院帥    | 藤原経平と番い勝3負2持5 |
| 九月十三夜百首歌合   | 1256年（建長8年）     | 鷹司院帥    |                         |
| 中務卿宗尊親王家百首 | 1261年（弘長元年）    |             |                         |
| 八月十五夜歌合       | 1265年（文永2年）     | 鷹司院帥    | 藤原経平と番い勝2負1持3 |

私家集
- 家集は伝存しない。